# Queen of Outer Space
Queen of Outer Space é um filme estadunidense, do ano de 1958, dos gêneros ficção científica e aventura, dirigido por Edward Bernds.

## Elenco
| Nome            | Personagem                    |
| --------------- | ----------------------------- |
| Zsa Zsa Gabor   | Talleah                       |
| Eric Fleming    | Capitão Neal Patterson        |
| Dave Willock    | Tenente Mike Cruze            |
| Laurie Mitchell | Rainha Yllana                 |
| Lisa Davis      | Motiya                        |
| Paul Birch      | Professor Konrad              |
| Patrick Waltz   | Tenente Larry Turner          |
| Barbara Darrow  | Kaeel                         |
| Marilyn Buferd  | Odeena                        |
| Mary Ford       | Garota venusiana n.º 1        |
| Marya Stevens   | Garota venusiana n.º 2        |
| Laura Mason     | Garota venusiana n.º 3        |
| Lynn Cartwright | Garota venusiana n.º 4        |
| Kathy Marlowe   | Garota venusiana n.º 5        |
| Coleen Drake    | Garota venusiana n.º 6        |
| Tania Velia     | Garota venusiana n.º 7        |
| Norma Young     | Garota venusiana n.º 8        |
| Marjorie Durant | Garota venusiana n.º 9        |
| Gerry Gaylor    | Comandante da base            |
| John Bleifer    | Vítima de tortura             |
| Brandy Bryan    | Guarda venusiano              |
| Ralph Gamble    | Oficial na ante-sala          |
| Joi Lansing     | Garota de Larry               |
| Ruth Lewis      | Amazona com desintegrador     |
| June McCall     | Líder das amazonas de Tyrus 4 |
| Guy Prescott    | Coronel Ramsey                |